# Początki Państwa Polskiego (komiks)
Początki Państwa Polskiego – polska seria komiksowa wydawana w latach 80. przez Wydawnictwo Sport i Turystyka.

## Opis
Zeszyty wydawane były w formacie B5 na miękkim papierze. Były dwujęzyczne - oprócz języka polskiego treść tłumaczona była na jeden z czterech języków: angielski, francuski, niemiecki lub rosyjski. Autorami rysunków byli Mirosław Kurzawa oraz Marek Szyszko, a autorem tekstu była Barbara Seidler . Każdy zeszyt zawierał krótką notkę biograficzną prezentowanego władcy, a także dwujęzyczny słowniczek wyrazów użytych w tłumaczeniu.

## Wydane zeszyty
Zeszyty poświęcone były kolejnym władcom Polski. Wydano je w serii liczącej w sumie 4 odcinki:
- Nr 1. z 1981 roku Mieszko I i Bolesław Chrobry - poświęcony pierwszym władcom Polski Mieszkowi I oraz Bolesławowi Chrobremu[2] ,
- Nr 2. z 1984 roku Bolesław Krzywousty[1] ,
- Nr 3. z 1985 roku Władysław Łokietek[3] ,
- Nr 4. z 1988 roku Kazimierz Wielki[4] .

## Analiza
Jakub Demiańczuk ocenił scenariusze Seidler dla tej serii jako "niezbyt udane" w porównaniu do jej wcześniejszej tworczości.
Seria miała służyć pomocą w nauce historii i języków obcych.